# Gitarr-Kammartrion
Gitarr-Kammartrion var namnet på en ensemble verksam under åren 1955 till 1995. Initiativtagare var altviolinisten
Ebbe Grims-land, som redan under 1940-talet inspirerats av Wiens musikliv och den då aktuella Wiener-Streich-Gitarre-Trio.
I Gitarr-Kammartrion ingick 1955-1974 Roland Bengtsson gitarr, Edit Wohl violin och Ebbe Grims-land viola. När Roland Bengtsson 1974 av hälsoskäl upphörde att musicera, efterträddes han av Jörgen Rörby och senare Mats Bergström.
Trions repertoar bestod av såväl äldre som nyare kammarmusik, från 16- och 1700-talens triosonator till 1900-talskompositioner av bland andra österrikaren Alfred Uhl (1909-1992). Kompositioner av Ebbe Grims-land ingick också i den digra notmappen.
I Rikskonserters regi framträdde trion genom åren på ett flertal platser landet runt. Man spelade återkommande i Grünewaldsalen i Stockholms konserthus liksom vid abonnemangskonserter på Drottningholms slottsteater.